# Bank Policy Institute
Bank Policy Institute (BPI) är en amerikansk intresseorganisation tillika tankesmedja för större inhemska och utländska banker och finansinstitut som verkar inom den amerikanska bank- och finanssektorn. De står för 68% av alla lån som beviljas i landet och sysselsätter uppemot två miljoner anställda.

## Historik
BPI grundades den 16 juli 2018 när den New York-baserade näringslivsorganisationen The Clearing House Association fusionerades med den dåvarande nationella lobbying- och intresseorganisationen Financial Services Roundtable.

## Medlemmar
- Ally Financial Inc.
- American Express Company
- Banco Santander, S.A.
- Bank of America Corporation
- Bank of Montreal
- The Bank of New York Mellon Corporation
- Bank of the West
- Barclays plc
- BBVA Compass Bancshares, Inc.
- Canadian Imperial Bank of Commerce
- Capital One Financial Corporation
- Charles Schwab Corporation
- Citibank
- Citizen Financial Group, Inc.
- Comerica Incorporated
- Discover Financial Services, Inc.
- Fifth Third Bank
- First Horizon Corporation
- The Goldman Sachs Group
- HSBC Holdings plc
- Huntington Bancshares Incorporated
- JP Morgan Chase & Co.
- Keybank
- M&T Bank Corporation
- Mitsubishi UFJ Financial Group
- Northern Trust Corporation
- People's United Bank
- PNC Bank
- Popular, Inc.
- Raymond James Financial, Inc.
- Regions Financial Corporation
- State Street Corporation
- Synchrony Financial
- Synovus Financial Corporation
- Toronto-Dominion Bank
- Truist Financial Corporation
- U.S. Bank
- UBS Group AG
- United Bankshares, Inc.
- Wells Fargo & Company
- Zions Bancorporation

## Styrelsen
| Position        | Namn                 | Företag                           |
| --------------- | -------------------- | --------------------------------- |
| Ordförande      | William S. Demchak   | The PNC Financial Services Group  |
| Vice ordförande | Jamie Dimon          | JP Morgan Chase & Co.             |
| Ledamöter       | Ignacio Alvarez Esq. | Popular, Inc.                     |
|                 | Jean-Laurent Bonnafé | BNP Paribas                       |
|                 | Richard D. Fairbank  | Capital One Financial Corporation |
|                 | Jane Fraser          | Citigroup Inc.                    |
|                 | Roger Hochschild     | Discover Financial Services, Inc. |
|                 | Rene Jones           | M&T Bank Corporation              |
|                 | Bryan Jordan         | First Horizon Corporation         |
|                 | Bharat Masrani       | TD Bank Group                     |
|                 | Kanetsugu Mike       | Mitsubishi UFJ Financial Group    |
|                 | Brian Moynihan       | Bank of America Corporation       |
|                 | Michael O'Grady      | Northern Trust Corporation        |
|                 | Ronald O'Hanley      | State Street Corporation          |
|                 | Charles W. Scharf    | Wells Fargo & Company             |
|                 | Darryl White         | BMO Financial Group               |